# Jan Hellström
Jan Erik Hellström (Söderköping, 21 februari 1960) is een voormalig Zweeds voetballer. Hij speelde als aanvaller en sloot zijn profloopbaan in 1999 af bij Åby IF. Hellström werd tweemaal Zweeds landskampioen gedurende zijn carrière.

## Interlandcarrière
Hellström speelde in totaal zes interlands (nul doelpunten) voor het Zweeds voetbalelftal. Onder leiding van bondscoach Olle Nordin maakte hij zijn debuut op 6 augustus 1986 in de vriendschappelijke wedstrijd in Helsinki tegen Finland (1-3), net als Torbjörn Persson (Malmö FF) en Leif Engqvist (Malmö FF).
In 1988 vertegenwoordigde Hellström zijn vaderland bij de Olympische Zomerspelen in Seoel. Daar scoorde hij driemaal in vier duels. Zweden werd bij dat toernooi in de kwartfinale uitgeschakeld door Italië (1-2).

## Erelijst
Örgryte IS
- Zweeds landskampioen

1985
 IFK Norrköping
- Zweeds landskampioen

1989